# Folkets hus, Stockholm

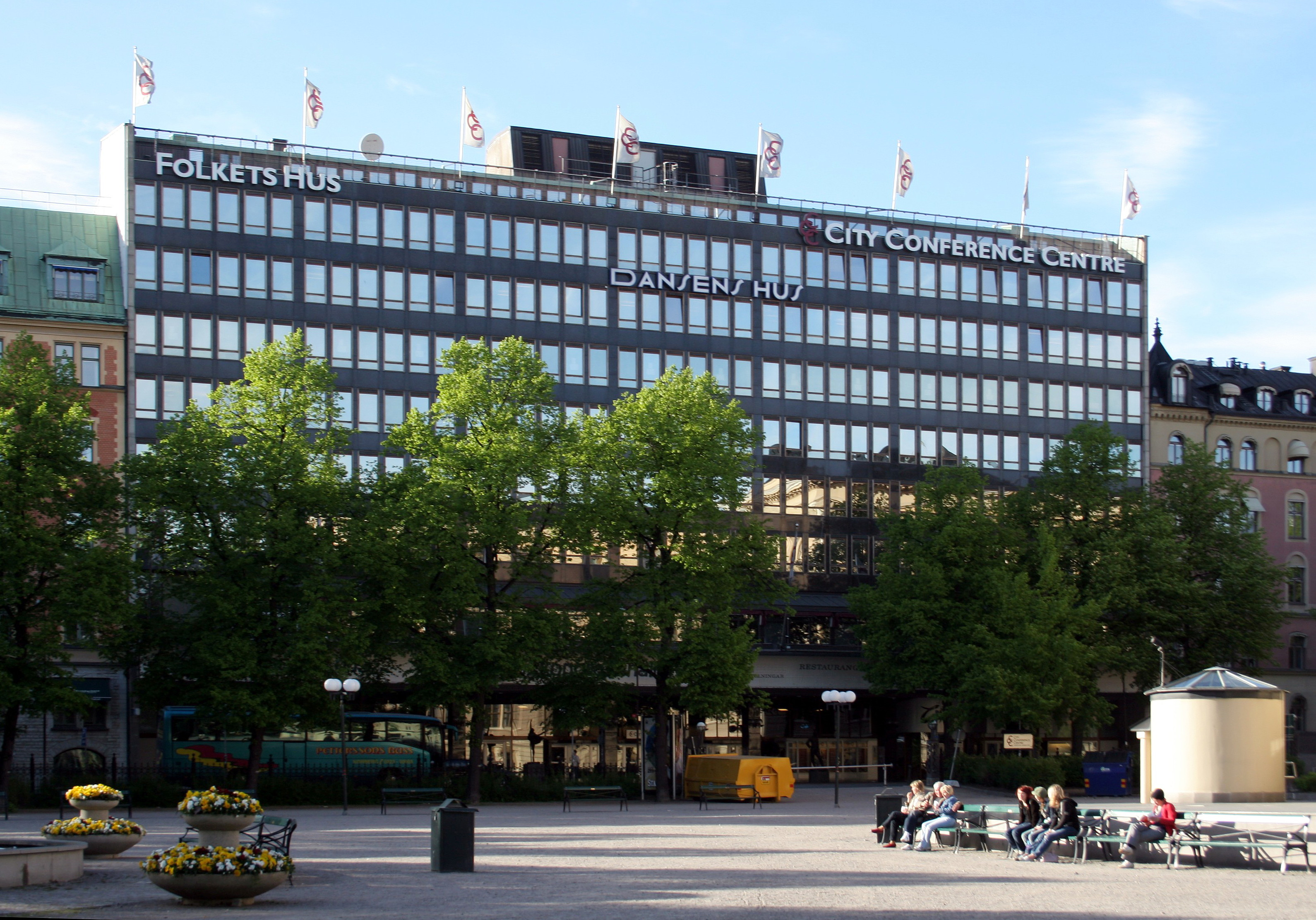
Folkets hus fasad mot Barnhusgatan, maj 2005.

Folkets hus i Stockholm är beläget i kvarteret Barnhuset vid Barnhusgatan 12-14 nära Norra Bantorget på Norrmalm i Stockholm. Ett nytt Folkets hus planerades redan i början på 1930-talet och nuvarande anläggning uppfördes 1955-1960 efter ritningar av arkitekt Sven Markelius. Vid invigningen 1960 var Stockholms Folkets hus en av de modernaste kongressanläggningarna i Europa.
Folkets Hus inrymmer numera kongress och konferensanläggningen House of People.

## Historik

### Tidigare bebyggelse

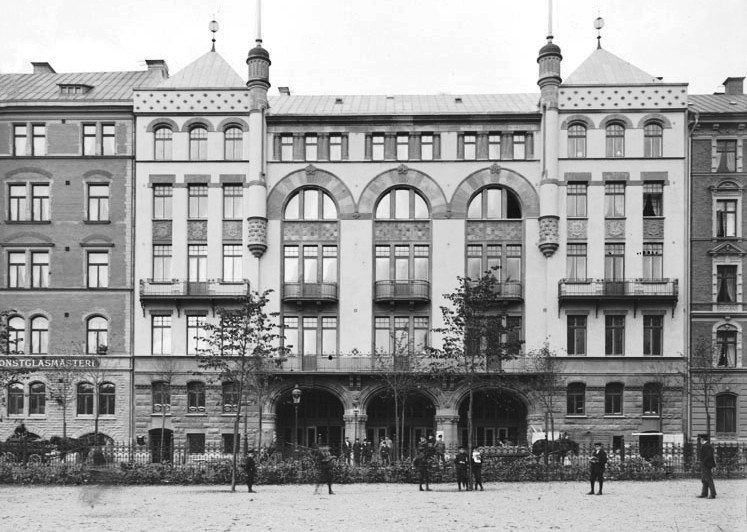
Gamla folkets hus, 1902.

På platsen fanns tidigare fängelsebyggnaden Smedjegården, uppförd 1636 och riven 1896. Här uppfördes sedan gamla Folkets hus, invigt 1901.
Det hade föregåtts av en andelsteckning där "Föreningens Folkets hus" sedan 1897 samlat in medel. Redan samma år inköptes tomten vid Barnhusgatan för 157 300 kr, och året därpå kunde bygget påbörjas. Byggnadsarbetet och ledningen utfördes av föreningens medlemmar medan ritningarna upprättades av arkitektfirman Ullrich & Hallquisth. Byggkostnaden uppgick till runt 900 000 kr och finansierades förutom av andelsteckningarna av ett industrilotteri och inteckningar i Arbetarringens bank. 
Bakom den amerikainspirerade klinkerfasaden i rundbågstil fanns förutom några bostäder lokaler för fackföreningarna, Socialdemokraterna, bibliotek, tidningsredaktioner och restaurang. I källaren låg Arbetarnas tryckeri. Gården var övertäckt, och från denna ledde inte mindre än åtta trappor i ett så kallat korkskruvsystem (där upp- och nedgående publik i samma trapphus slapp mötas) upp till de åtta samlingssalarna. Den största salen sträckte sig genom två våningar och rymde runt 1 000 personer. Mellan 1910 och 1954 huserade här Folkets hus teater.
Huset revs 1953 för att ge plats för den nuvarande byggnaden.

### Planering
Planeringen för ett nytt Folkets hus i kvarteret Barnhuset började redan 1933. Efter att gamla Folkets hus vid Barnhusgatan hade blivit för trångt tog Föreningen Folkets hus och fackförbunden i LO kontakt med arkitekt Sven Markelius och gav honom i uppdrag att rita några förslag till en ny byggnad. Den skulle bland annat innehålla möteslokaler i olika storlekar, kongresshall för 2 700 personer, restaurang och en biograf med 1 000 platser. Det var frågan om ett stort projekt.
År 1935 presenterade Markelius flera förslag, inklusive en kubliknande, funktionalistiskt gestaltad byggnadskropp i fjorton våningar som han placerade på västra delen av torget. Dagens Nyheters rubrik löd: ”Folkets hus i funkisstil”. Markelius huvudalternativ var dock en lägre byggnad, på platsen för gamla Folkets hus. I detta förslag inbegrep han hela Norra Bantorget i sin planering. Torget skulle däckas över så att trafiken försvann i en undre våning och en samlingsplats kunde skapas för 30 000 människor. Men de storstilade planerna fick läggas på is, den höga arbetslösheten under 1930-talets stora depression tillät inga projekt av det slaget. Hela frågan om ett nytt Folkets hus i Stockholm fick vila tills efter andra världskriget.

### Byggnad

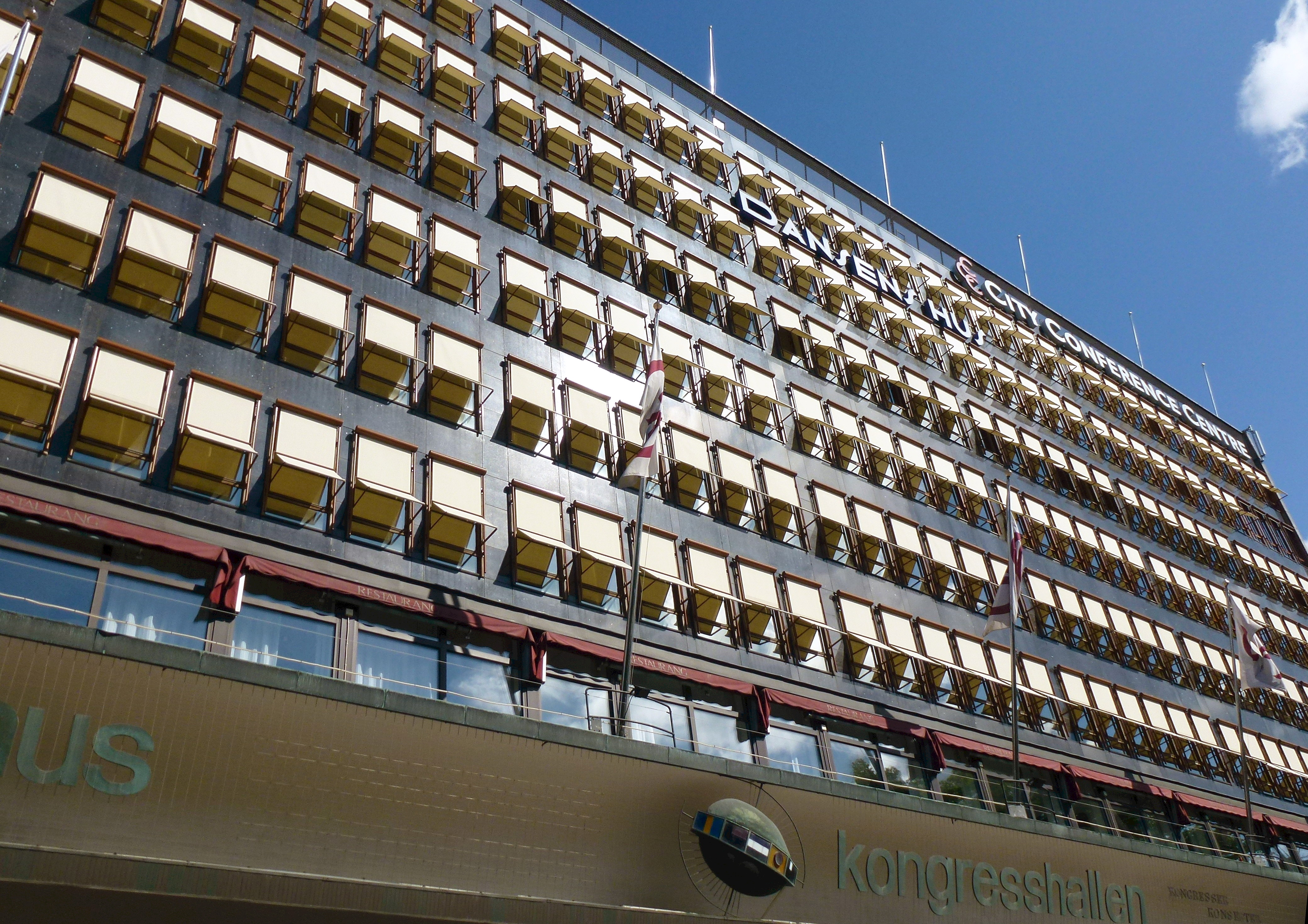
Folkets hus Stockholm, juni 2012.

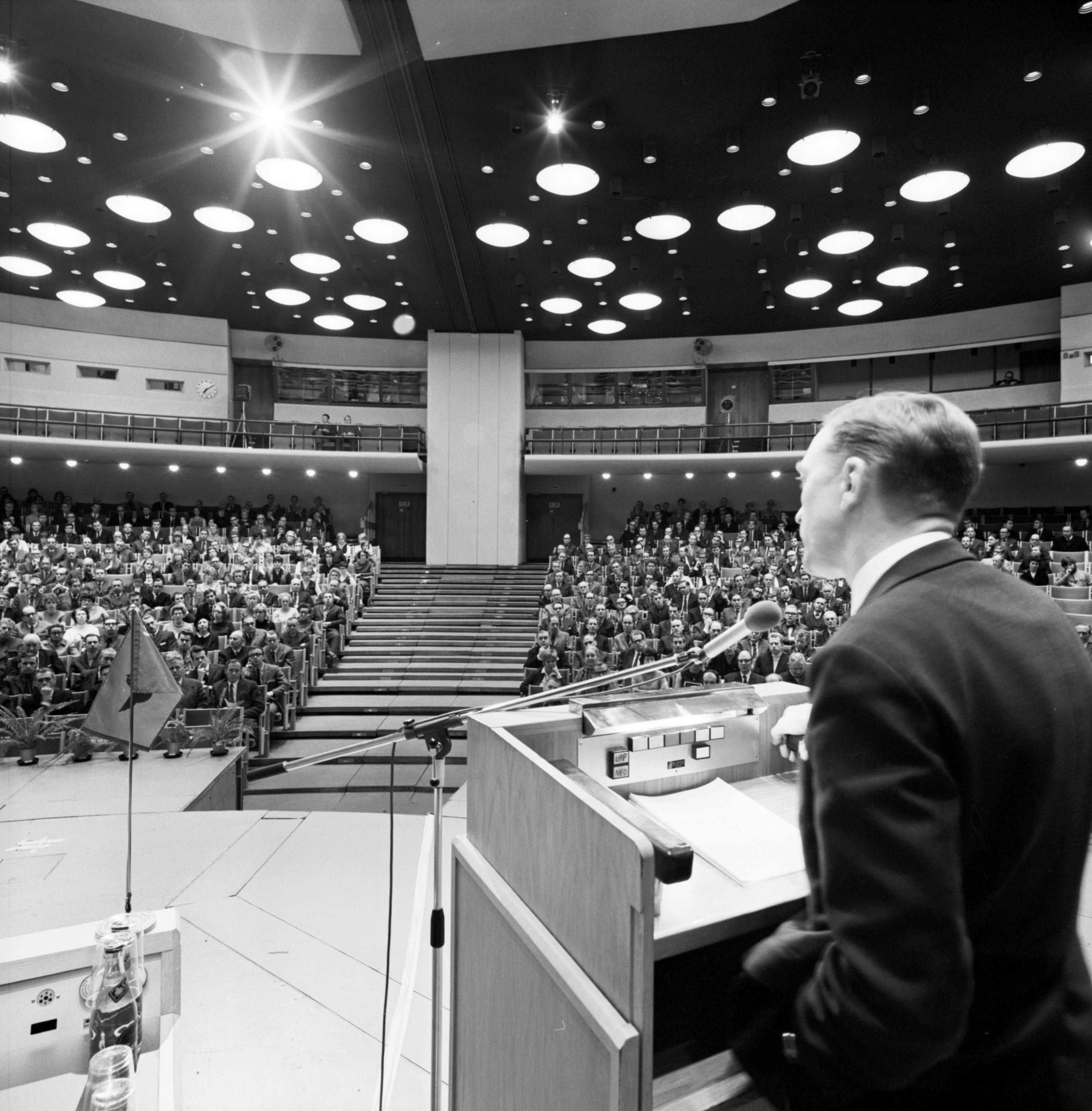
Lars Peterson, GD för SJ, talar till SJ:s centralförvaltning i Folkets hus 1970.

År 1945 fick Markelius kontrakt på uppdraget att rita ett nytt Folkets hus, som skulle ersätta det gamla huset på samma plats.  Kringliggande mark i samma kvarter behövdes också och hade köpts upp för ändamålet. Den ändrade stadsplanen vann laga kraft i juli 1951. Den är undertecknad av Markelius själv, som då var Stockholms stadsplanedirektör. Projekteringen började samma år och 1955 startade byggarbetena med rivning av den gamla bebyggelsen i kvarteret. Byggentreprenör var det nybildade BPA AB. Arbetet tog tid och måste bedrivas etappvis i takt med att hyresgäster kunde flytta ut. Under några byggnadsetapper hade Markelius även sitt projekteringskontor i huset.
Markelius skapade en byggnad med avancerade konstruktioner, nio våningar över marken och med indragen takvåning. Flera våningsplan anordnades under mark. Anläggningen innehåller en kongressal (numera City Conference Centre) och en teatersal (numera Dansens hus) som delvis ligger över varann. Från gatuplanets entréer, som skyddas av ett långt utkragande skärmtak, leder trappor upp till kongressalen och garderoberna respektive ner till teatern. Taket över kongressalen är upphängt i fem stora betongbågar; man slapp på det viset skymmande pelare. Fasaderna, pelare och andra detaljer är klädda med svart, polerat granit.
Komplexet sträcker sig genom hela kvarteret mot Wallingatan. Härifrån nåddes sceningången till teatern, kontorslokaler och dåvarande restaurangen ”Baldakinen” (idag Scandic Norra Bantorget). Här gestaltades gatufasaderna på olika sätt. Den västra fasaddelen uppvisar en bärande yttervägg med beklädnad av korrugerad aluminiumplåt medan den östra hade beklädnad och fönster som tillverkades av Idesta (ägd av Sigurd Lewerentz) och är en curtain wall-konstruktioner. Lewerentz fick ändra en hel del innan fasaden med sina Idestafönster var på plats. Ursprungligen kombinerades fönstren, som var skjutbara i höjdled, med fönsterbröstningar i råglas och en blågrön gipsskiva bakom. Fasaden har efter en renovering inte kvar sitt tidigare utseende.
Kongresshallen fick konstnärlig utsmyckning med en 450 m² stor keramisk vägg skapad av Signe Persson-Melin och Anders Liljefors. Verket visar vajande fanor och olika hantverkssymboler som motiv. Vid invigningen 1960 var Stockholms Folkets hus en av de modernaste kongressanläggningar i Europa med en kongresshall för 1 500 personer och en simultantolkningsanläggning för fem språk.

## Teater

### Stora Teatern
| År   | Produktion              | Upphovsmän                                                                                       | Regi            | Noter |
| ---- | ----------------------- | ------------------------------------------------------------------------------------------------ | --------------- | --- |
| 1991 | Flott & lagom, revy     | Sven Hugo Persson, Kar de Mumma, Calle Norlén, Carl Zetterström, Tomas Tivemark, Katrin Sundberg | Thomas Ryberger | Premiär 11 september 1991 Birgitta Andersson, Björn Gustafson, Ulf Brunnberg, Dan Ekborg, Charlott Strandberg, Jonas Uddenmyr, My Holmsten, Marianne Ljunggren, Katrin Sundberg, Agneta Goldeus Koreografi Katrin Sundberg, Scenografi Bengt Fröderberg, Kostym Camilla Thulin  |
| 1992 | Mulliga vitaminer, revy | Calle Norlén, Sven Hugo Persson, Tomas Tivemark                                                  | Mikael Hylin    | Premiär 17 september 1992 Birgitta Andersson, Ulf Brunnberg, Triple & Touch, Sharon Dyall, Mi Pettersson, Lars-Göran Persson, Gunilla Backman, Annelie Bäckström, Lena Engman, Cecilia Winkfield Koreografi Hans Marklund, Scenografi/Kostym Tomas Sjöstedt och Ingegerd Aigner |
| 1996 | A Chorus Line           | Marvin Hamlisch, James Kirkwood, Nicholas Dante, Edward Kleban                                   | Thomas Ryberger | Premiär 19 september 1996 Björn Wikström, Jari Törrönen, Per Breitenstein, Karl Dyall, Rennie Mirro, Christian Hughes, Anki Albertsson, Sharon Dyall, Elisabet Edgren, Lena Engman, Liliane Jonsson, Maria Rydberg                                                              |

## Bilder

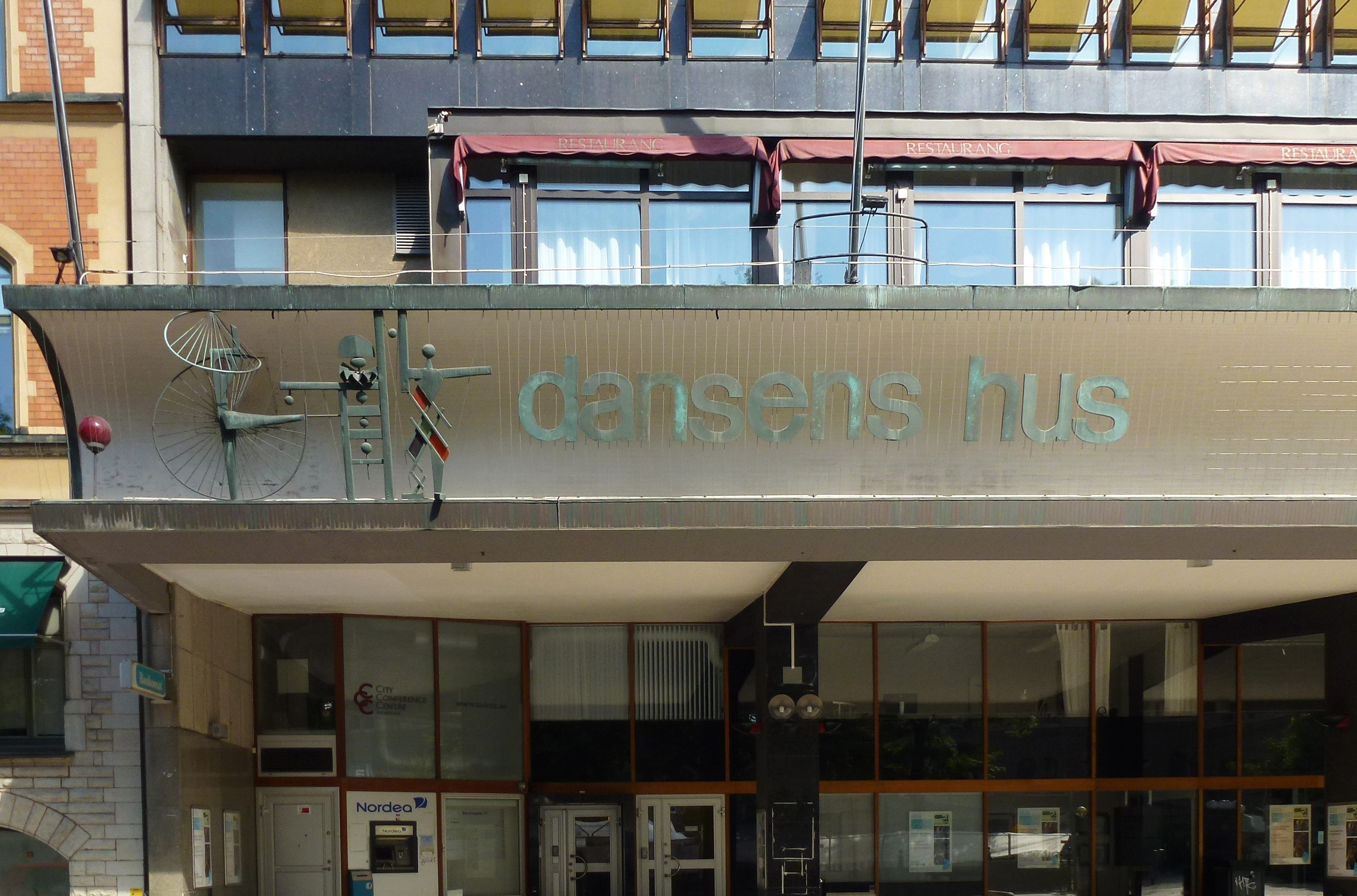
"Dansens hus"
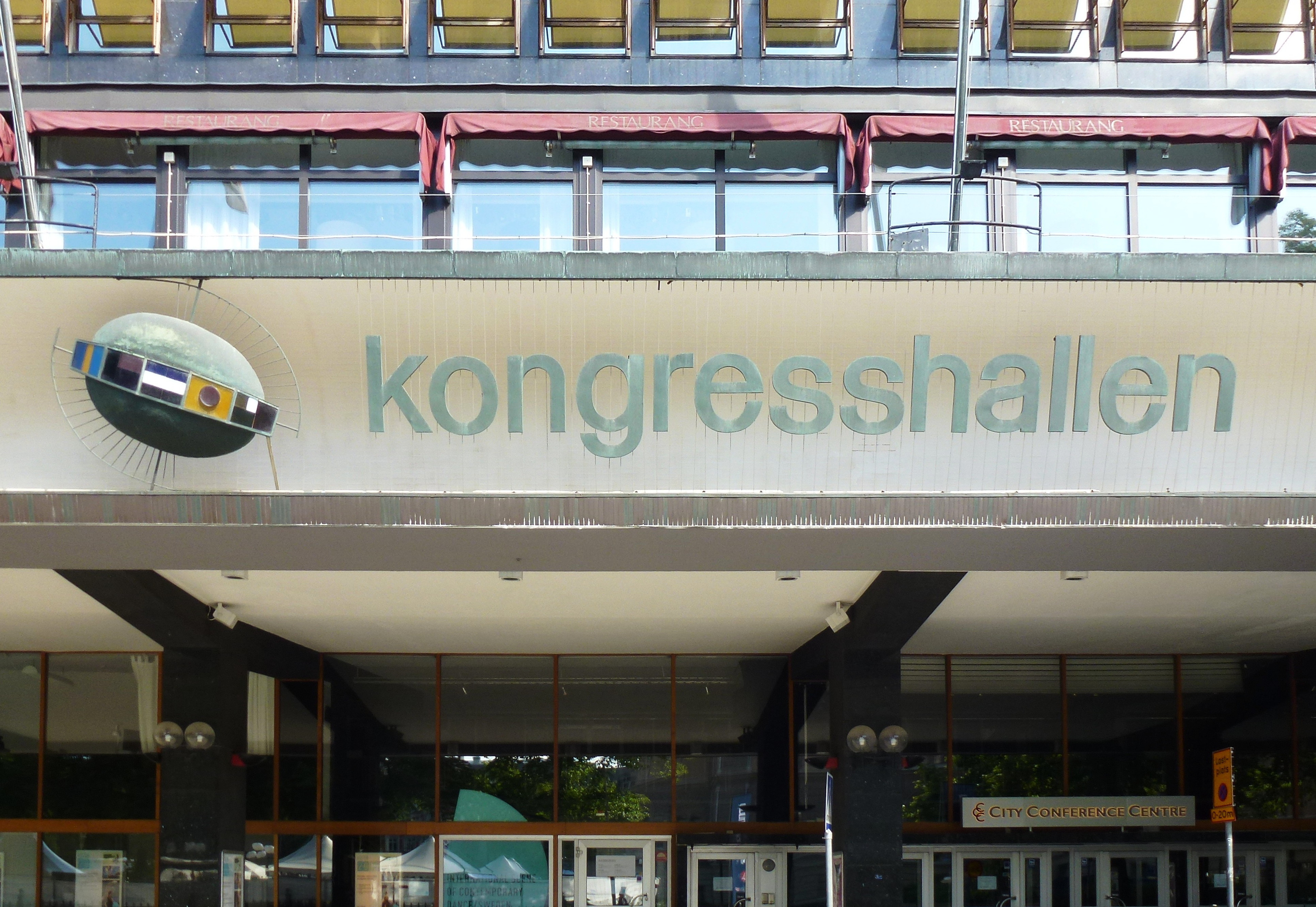
"Kongresshallen"
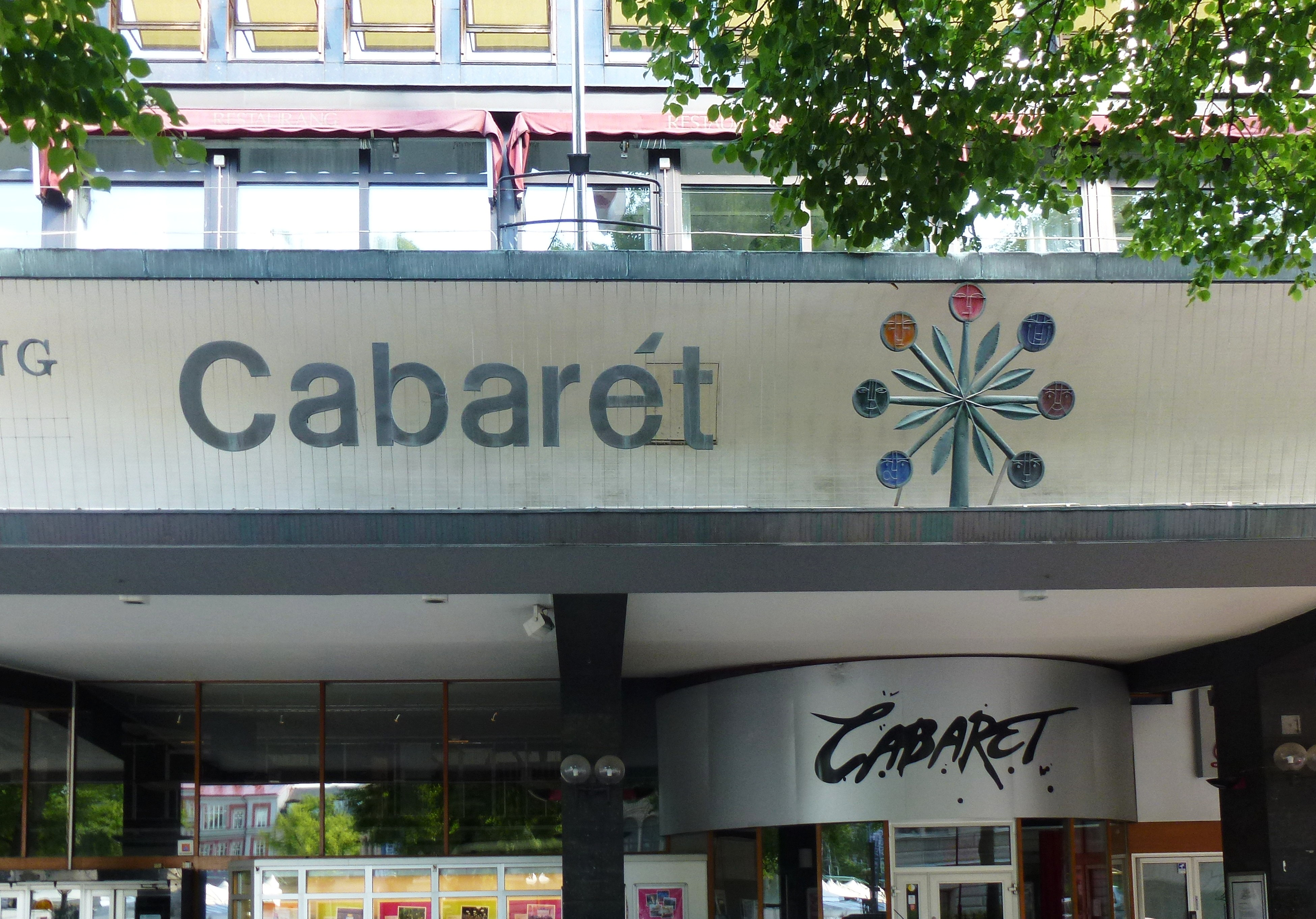
"Cabarét"
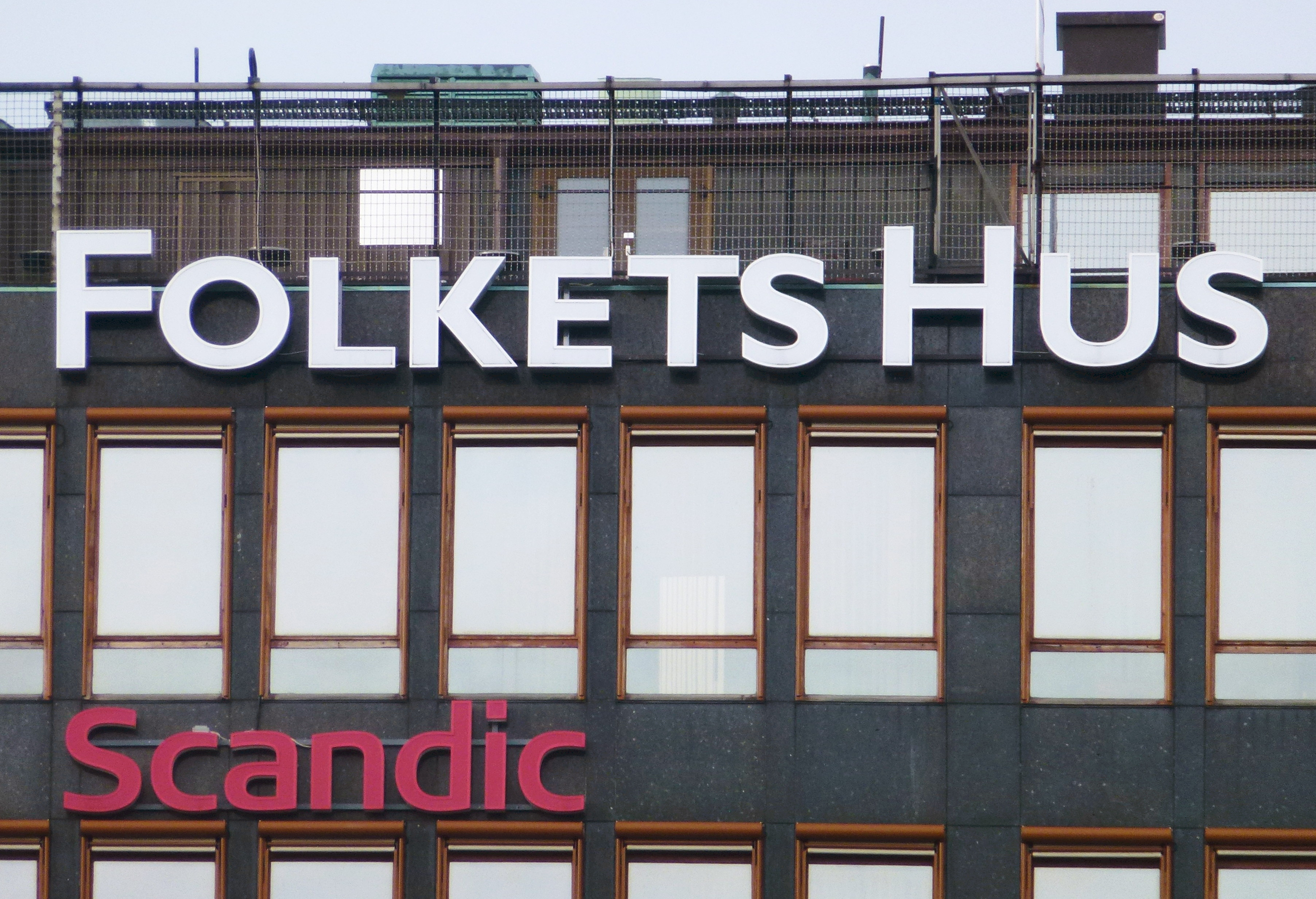
"Folkets Hus"
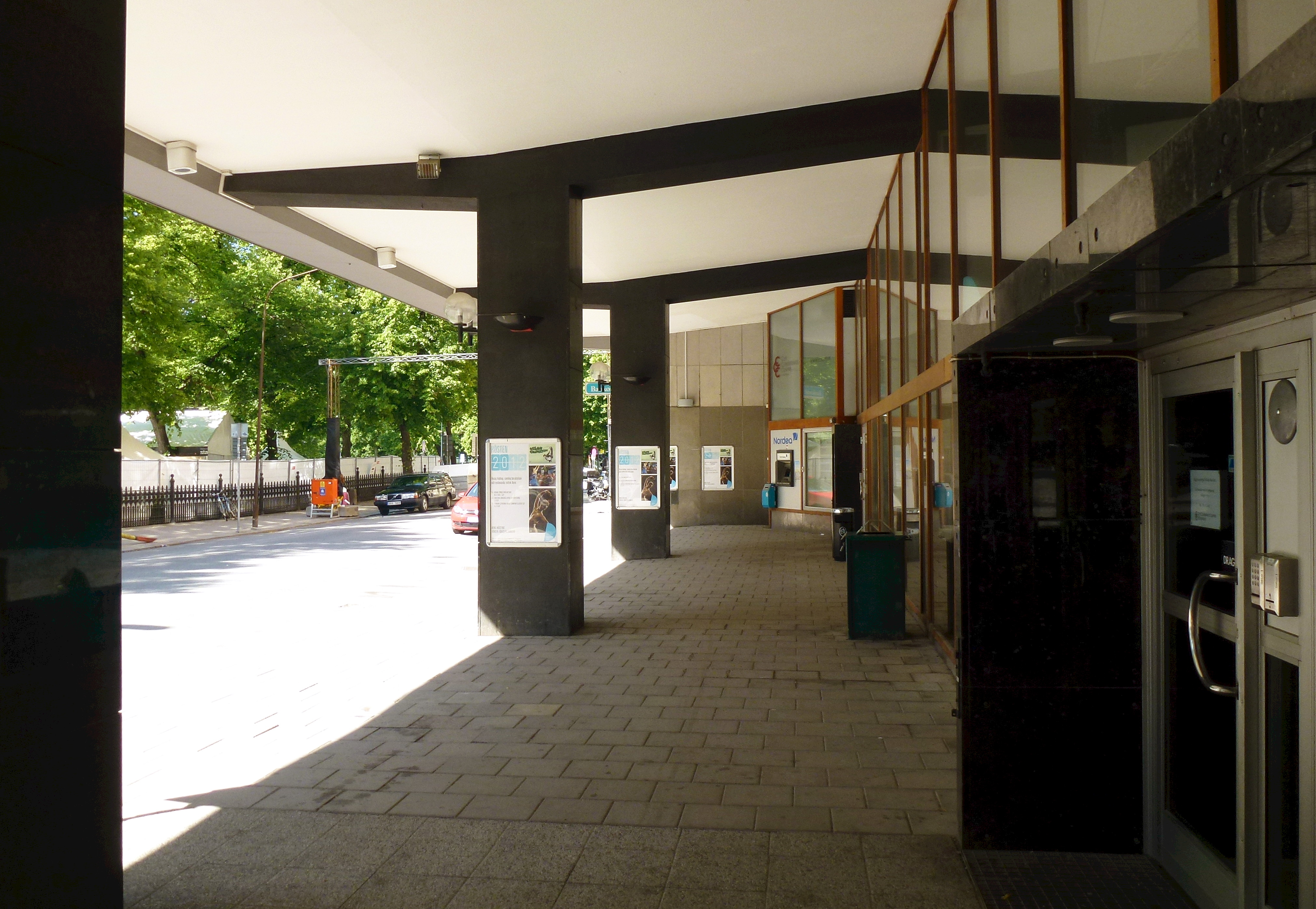
Entrén och skärmtaket
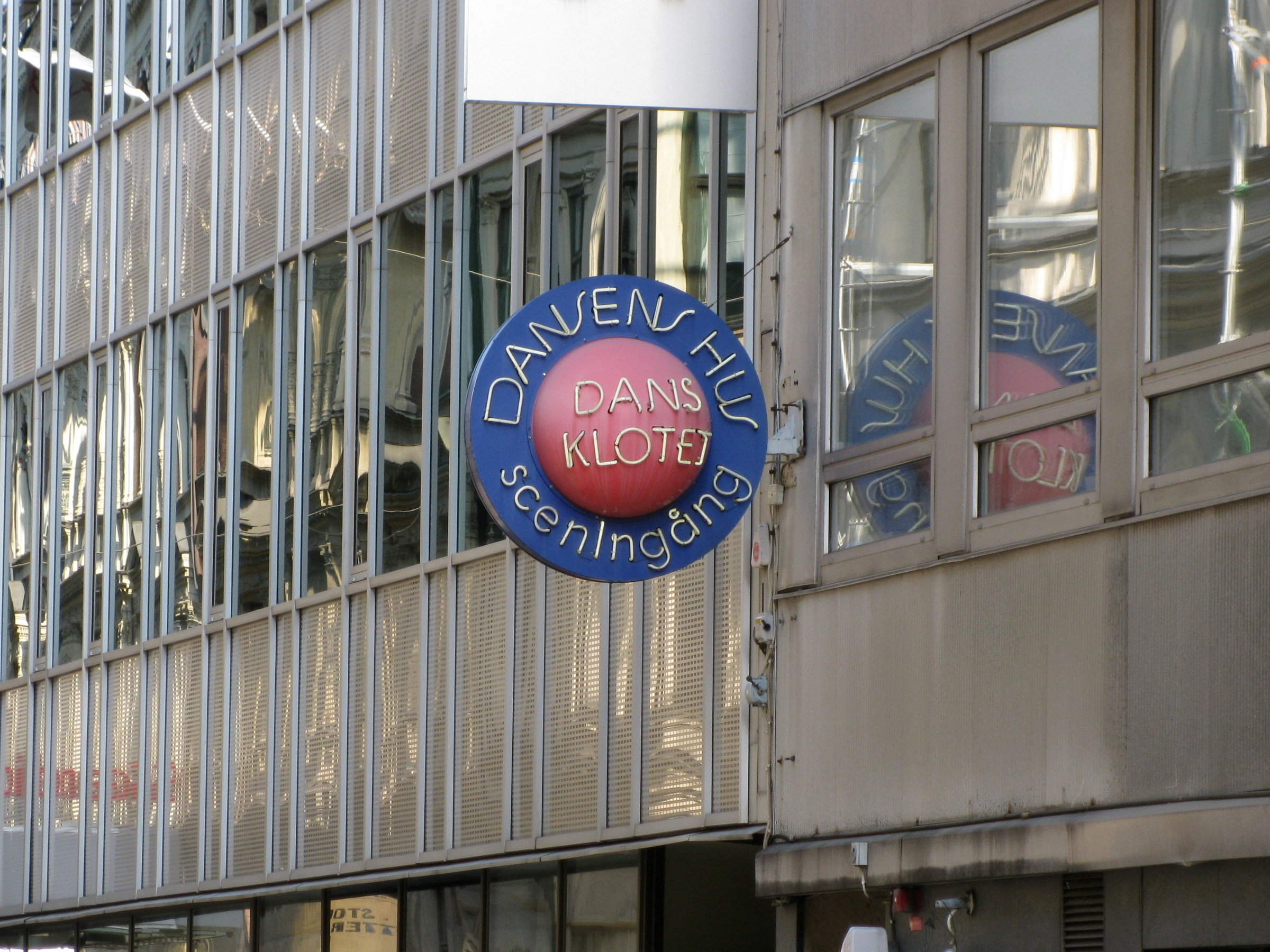
Fasad mot Wallingatan
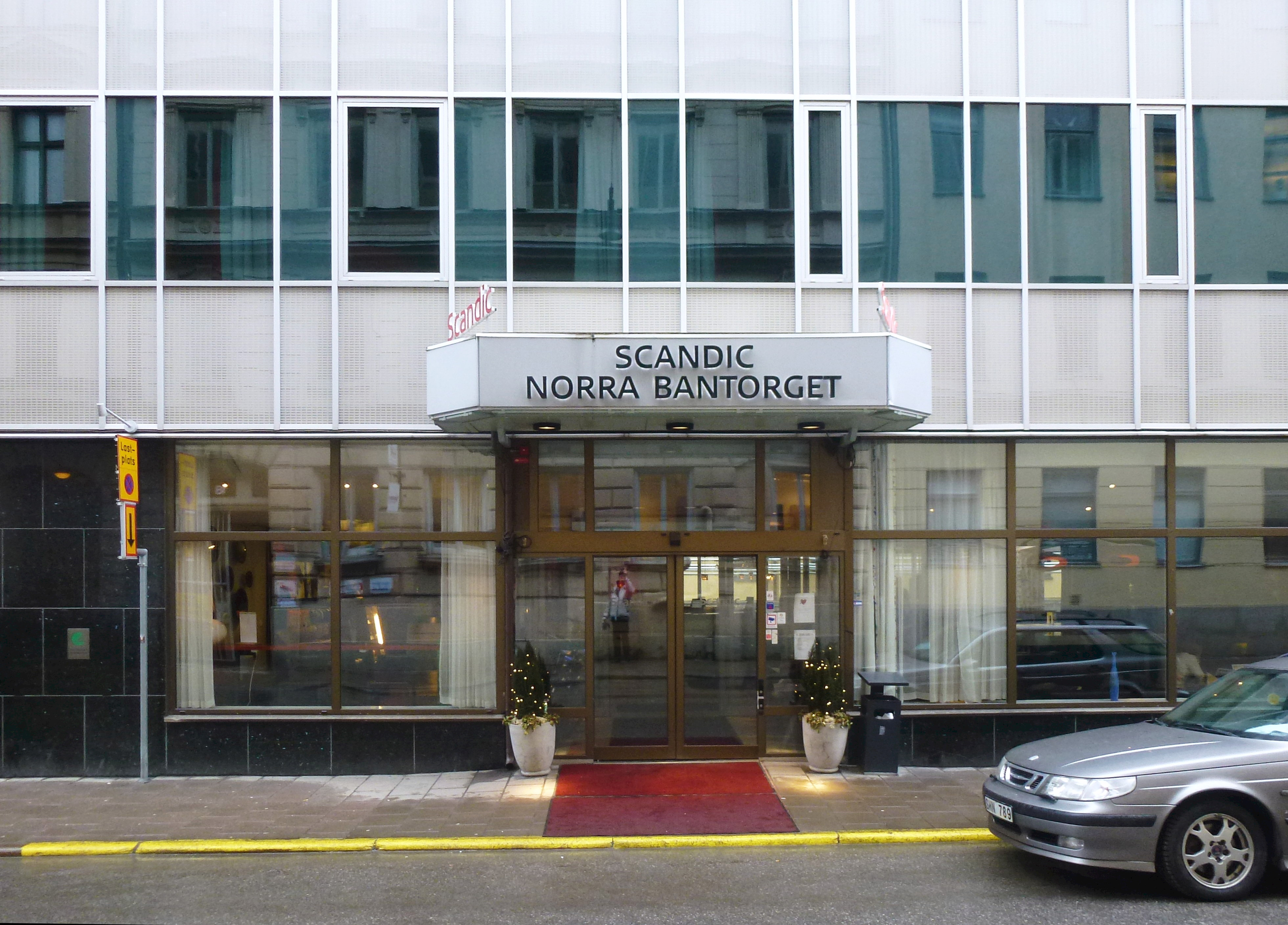
Fasad mot Wallingatan
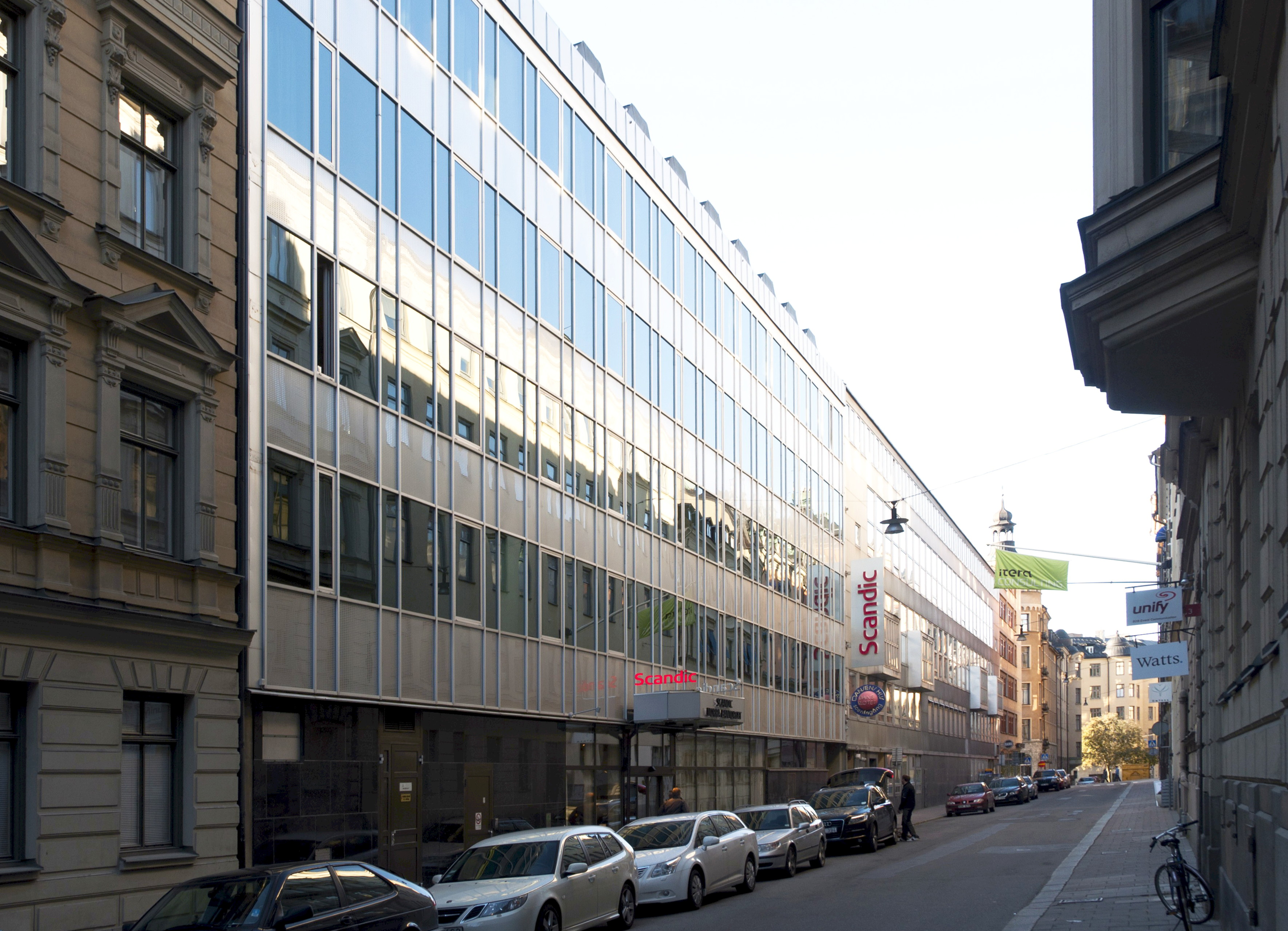
Fasad mot Wallingatan